# المحبه (ریف دمشق)
المحبه (به عربی: المحبة) یک منطقهٔ مسکونی در سوریه است که در استان ریف دمشق واقع شده‌است. المحبه ۱۰۰ نفر جمعیت دارد.